# Instituto Nacional de Estadística y Demografía de Burkina Faso
El Instituto Nacional de Estadística y Demografía (en francés: Institut national de la statistique et de la démographie, sigla INSD) es el servicio estadístico oficial de Burkina Faso.

## Estatuto
Creado como organismo público por decreto N° 2000-508/PRES/MEF de 27 de octubre de 2000, emitido por el presidente de la República y dotado de personalidad jurídica y autonomía financiera, se encuentra bajo la supervisión técnica del Ministerio de Economía y Fomento. Sus estatutos fueron revisados mediante decreto N° 2007-252/PRES/PM/MEDEV/MFB de 11 de mayo de 2007. Realiza sus actividades en el marco general del sistema estadístico nacional regido por la ley N° 012-2007/AN de 31 de mayo de 2007 relativa a la organización y regulación de las actividades estadísticas.

## Misión
Las misiones generales del instituto son:
- Desarrollar herramientas e instrumentos de análisis y promover la investigación y el desarrollo de estudios estadísticos, económicos y demográficos de acuerdo con las directivas nacionales y las normas internacionales aprobadas por Burkina Faso.
- Difundir información estadística, económica y demográfica de acuerdo con estándares nacionales e internacionales y asegurar la coordinación de todas las partes interesadas en el sistema estadístico nacional.
- Desarrollar e implementar un programa de desarrollo de capacidades técnicas y profesionales adaptado a las necesidades del sistema estadístico nacional, en particular definiendo y popularizando conceptos, identificando centros y perfiles de capacitación, organizando talleres de capacitación.

En concreto, se encarga de:
- preparar, a nivel técnico y metodológico, la recopilación de estadísticas garantizando su complementariedad y comparabilidad;
- realizar el procesamiento, análisis y publicación de las estadísticas oficiales del Estado, siguiendo estándares nacionales e internacionales.
- preparar y elaborar la contabilidad nacional;
- preparar y realizar censos generales de población y encuestas demográficas nacionales, así como otros estudios sobre la población;
- prestar asistencia a la secretaría técnica del Consejo Nacional de Estadística (CNS) ;
- participar en la preparación de cualquier reglamento administrativo en el ámbito de la estadística ;
- establecer presupuestos económicos a corto, medio y largo plazo utilizando modelos adecuados.
- establecer instrumentos para monitorear las condiciones de vida de los hogares.

## Organización
De acuerdo con la ley de Burkina Faso, el INSD se organiza en dos niveles:

#### Consejo de Administración
El INSD es administrado por un Consejo de Administración responsable ante el Consejo de Ministros. Está compuesto por nueve miembros. El presidente del Consejo de Administración del INSD es nombrado por decreto del Consejo de Ministros a propuesta del ministro responsable de la supervisión técnica para un mandato de tres años, renovable una vez. El Consejo es responsable de la administración del instituto, debe ser informado de todas aquellas cuestiones que puedan influir en su funcionamiento general y delibera sobre las principales cuestiones que afectan al funcionamiento y a la gestión del Instituto.
Los servicios del INSD y sus inversiones son objeto de un contrato plurianual celebrado con los ministerios de supervisión técnica y financiera. Este contrato define los objetivos asignados al instituto y establece los medios que deben asignarse al mismo. El Consejo de Administración aprueba el borrador de este contrato, debiendo presentar cada año un informe de ejecución.

### Dirección General
| Período         | apellido             |
| --------------- | -------------------- |
| Desde el 20...  | Boureima Ouédraogo   |
| 2012 a las 20.. | Banza Baya           |
| 2002 a 2011     | Bamory Ouattara      |
| 1998 a 2002     | Hamado Sawadogo      |
| 1997 a 1998     | Birimpo Lompo        |
| 1995 a 1997     | Noël Aimé Kobiane    |
| 1992 a 1995     | Honoré T. Djerma     |
| 1988 a 1992     | Théodore Z. Sawadogo |
| 1983 a 1988     | Lassané Dera         |
| 1982 a 1983     | Jean Dondasse        |
| 1978 a 1981     | Cyril Goungounga     |
| 1962 a 1978     | Georges Sanogoh      |

El INSD está dirigido por un director general designado por decreto adoptado por el Consejo de Ministros a propuesta del Ministro de control técnico.
El actual director general es Boureima Ouédraogo.
El INSD incluye las siguientes estructuras. :
- a nivel central :
  - Departamento de Demografía (DD) ;
  - Dirección de Estadísticas y Síntesis Económicas (DSSE) ;
  - Departamento de Estadísticas de Condiciones de Vida de los Hogares (DSCVM) ;
  - Dirección de Coordinación, Formación e Investigación Estadística (DCFR) ;
  - Departamento de Informática y Difusión (DID) ;
  - Departamento de Administración y Finanzas (DAF) ;
  - Agencia de Contabilidad (AC).
- a nivel regional :
  - Direcciones regionales del Instituto Nacional de Estadística y Demografía (DR/INSD).

Los Directores de los servicios centrales y regionales son nombrados por orden del Ministro responsable de la supervisión técnica del INSD.

## Historia
El Instituto Nacional de Estadística y Demografía de Burkina Faso fue creado en 1974 como departamento central de la administración y luego transformado en organismo público estatal de carácter administrativo (EPA) en octubre de 2000. 
En 1974 sucedió a la Dirección Nacional de Estadística y Mecanografía creada en marzo de 1966. Entre otras cosas, estuvo encargado de procesar las retribuciones de los funcionarios.
Esta dirección sustituyó al propio Servicio Nacional de Estadística y Estudios Económicos (SNSEE) creado tres años antes, en febrero de 1963, para dar respuesta a las nuevas necesidades surgidas tras obtener la independencia el 5 de agosto de 1960 .
La primera unidad estadística fue la Oficina de Estadística creada en 1958.

## Dirección
La sede se trasladó del 555 Avenue de l'Independence al área de Ouaga 2000.
- Dirección postal : Instituto Nacional de Estadística y Demografía (INSD)
01 BP 374 Uagadugú 01
Uagadugú (Burkina Faso)
- Tel. : +226 50 37 62 04